# William Wrenn
William Wrenn, född 16 mars 1991 i Anchorage, Alaska, är en amerikansk professionell ishockeyspelare.